# Candle Records
Candle Records est un label indépendant fondé en 1994 et basé à Melbourne en Australie. Le label se compose de groupes locaux et de chanteurs-compositeurs. Candle possède également un magasin de disque indépendant, PolyEster Records, sur Brunswick Street à Melbourne.
Chris Crouch est le directeur de ce label.

## Artistes notables
- The Guild League
- Darren Hanlon
- The Lucksmiths
- Jodi Phillis
- Ruck Rover